# Cylindrotrocholina
Cylindrotrocholina, en ocasiones erróneamente denominado Cyclindrotrocholina, es un género de foraminífero bentónico de la subfamilia Involutininae, de la familia Involutinidae, del suborden Involutinina y del orden Involutinida. Su especie tipo es Alanwoodia excelsa. Su rango cronoestratigráfico abarca desde el Aaleniense hasta el Calloviense (Jurásico medio).

## Clasificación
Cylindrotrocholina incluye a las siguientes especies:
- Cylindrotrocholina excelsa †